# Hydrelia marginipunctata
Hydrelia marginipunctata là một loài bướm đêm trong họ Geometridae.